# Protection (Kansas)
Pour les articles homonymes, voir Protection.
Protection est une municipalité américaine située dans le comté de Comanche au Kansas. Lors du recensement de 2010, sa population est de 514 habitants.

## Géographie
Protection se trouve dans le sud du Kansas.
La municipalité s'étend alors sur une superficie de 0,95 mille carré (2,46 km2).

## Histoire

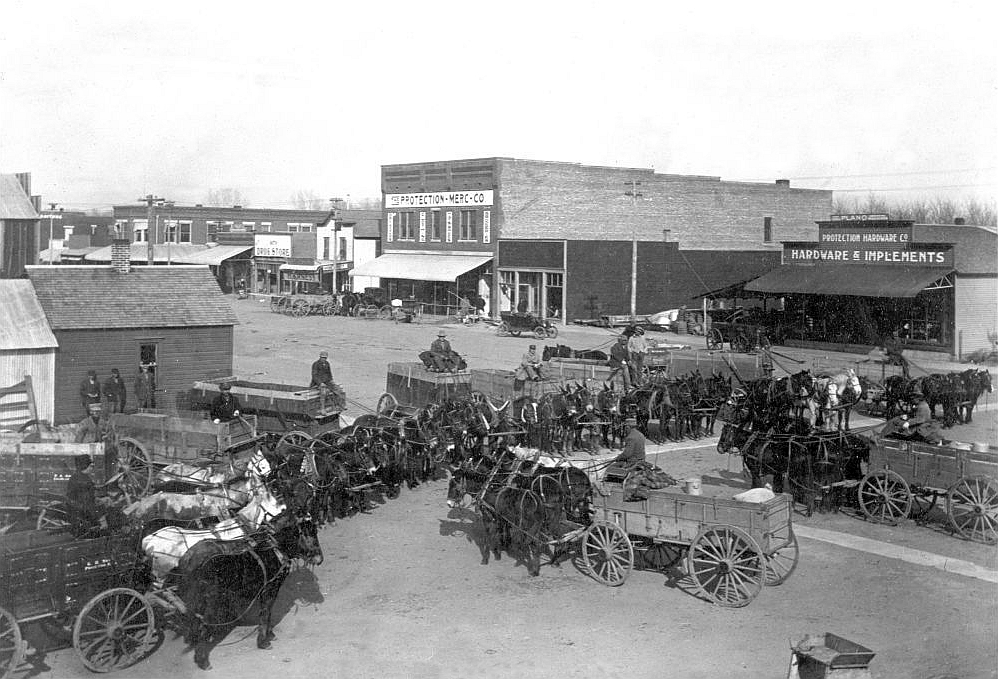
Protection en 1913.

Le bureau de poste de Protection est ouvert en 1884. La ville est fondée l'année suivante par la Red Bluff Town Company.
Elle est probablement nommée par des partisans des « droits de douane protecteurs », l'un des principaux enjeux de l'élection présidentielle américaine de 1884. Selon une autre version, elle serait nommée en référence au fort de Red Bluff, qui servait de protection contre les amérindiens.

## Démographie
Selon l'American Community Survey de 2018, la population de Protection est plutôt âgée avec un âge médian de 48,3 ans (supérieur de dix ans à la moyenne nationale). La ville comporte une importante minorité hispanique, 21,5 % de sa population parlant l'espagnol à la maison, contre 78,5 % l'anglais. Son taux de pauvreté, à 9,3 %, est légèrement inférieur au taux de pauvreté national de 11,8 %.